# Mord på Nilen
För andra betydelser, se Döden på Nilen (olika betydelser).

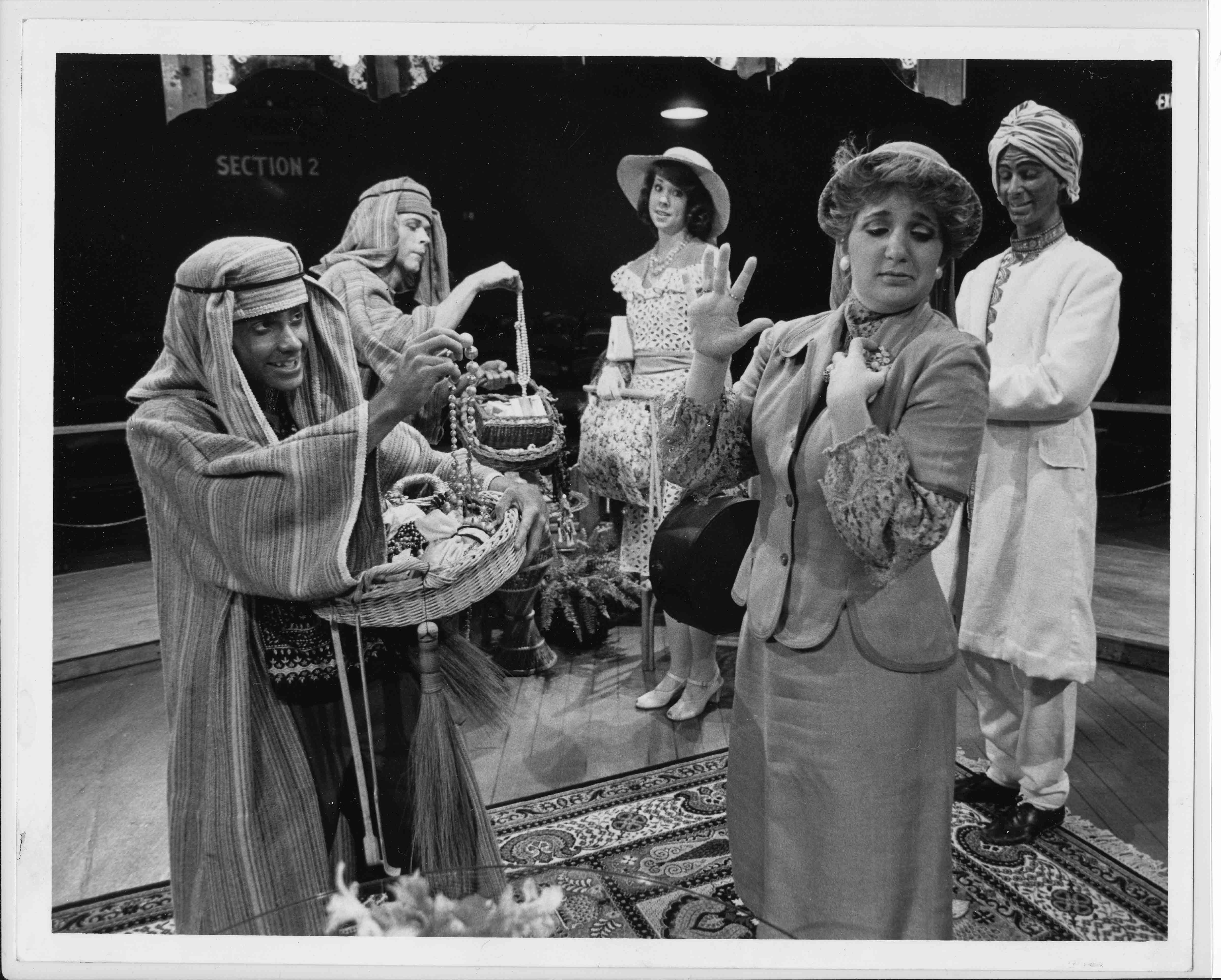
Mord på Nilen i en föreställning 2016 från Otterbein University Theatre and Dance i Ohio.

Mord på Nilen (engelska: Murder on the Nile eller Hidden Horizon) är en pjäs från 1944 av Agatha Christie baserad på hennes roman Döden på Nilen från 1937.

## Bakgrund
Pjäsen är baserad på hennes roman Döden på Nilen från 1937 som i sig började som en pjäs som Christie kallade Moon on the Nile. När den väl var skriven bestämde hon sig för att den skulle fungera bättre som bok och hon återupplivade pjäsversionen först 1942 när hon var mitt uppe i att skriva teaterversionen av Och så var de bara en och hennes skådespelarvän Francis L. Sullivan letade efter en pjäs där Hercule Poirot kunde vara med. Diskussionerna pågick fram till oktober eftersom Christie var trött på karaktären Poirot och ville utesluta honom från dramat helt och hållet. Hon lyckades övertala Sullivan om denna plan när hon lovade att skriva in rollen som en kyrklig kanik i pjäsen som han skulle spela.
När man väl hade hittat uppbackning började repetitionerna av pjäsen i januari 1944 i Dundee där Christie entusiastiskt deltog, nu när hon var djupt förälskad i teatern och dess folk. Pjäsen hade premiär där den 17 januari på Dundee Repertory Theatre och titeln på pjäsen hade också ändrats till Hidden Horizon. Av skäl som inte anges i hennes självbiografi verkar dessa repetitioner och planerna på att sätta upp pjäsen ha drabbats av förseningar för att hitta en teater i London som kunde sätta upp föreställningen när den väl hade prövats ute i landsorten. Saken blev inte bättre av den ljumma kritiken mot Döden till mötes när den pjäsen hade premiär i mars 1945. En annan fråga var invändningen från en tjänsteman från arbetsmarknadsdepartementet mot att det fanns ett hembiträde i rollbesättningen.
Med namnet Murder on the Nile hade pjäsen slutligen premiär i West End den 19 mars 1946 på Ambassadors Theatre, samma teater där Råttfällan skulle ha premiär sex år senare. Vid den tiden var Sullivan inte längre med i rollistan.
Pjäsen innehåller färre karaktärer som härstammar från flera av bokens karaktärer; Marie Van Schuyler och mrs Allerton smälter samman till Helen ffoliot-ffoulkes medan Cornelia Robson, miss Bowers och Rosalie Otterbourne blir Christina Grant. William Smith är en kombination av mr Ferguson och Tim Allerton och de tre karaktärerna Hercule Poriot, Andrew Pennington och Jim Fanthorp blir kaniken Ambrose Pennefather. Dessutom ändras Simon Doyles efternamn till Mostyn, Linnet Ridgeway blir nu Kay och Jacqueline de Bellefort blir Jacqueline de Severac. Karaktärerna Salome Otterbourne, Signor Richetti och överste Race tas helt bort från handlingen.

## Scener
Akt 1: På hjulångaren Lotus sent på eftermiddagen.
Akt 2

- Scen 1: Samma sceneri: tre dagar senare.
- Scen 2: Samma: fem minuter senare.

Akt 3: Samma: morgonen därpå.

## Karaktärer
Karaktärerna i Mord på Nilen är följande.
- Pärlförsäljare, odrägliga försäljare av billiga prydnadssaker
- Steward, hovmästaren
- Miss Helen foliot-ffoulkes, en förmögen snobb
- Christina Grant, hennes brorsdotter
- William Smith, en klok socialist
- Louise, Kay Mostyns hembiträde
- Dr Bessner, psykolog och läkare
- Kay Mostyn, "den rikaste flickan i England"
- Simon Mostyn, Kays make
- Kaniken Ambrose Pennefather, Kays farbror och förmyndare
- Jacqeline de Severac, Kays före detta bästa vän och Simons före detta fästmö
- McNaught, kapten på Lotus

## Mottagande
Ivor Brown recenserade pjäsen positivt i The Observer den 24 mars 1946: "När det gäller handlingen (invecklad, naturligtvis) kunde den nya Agatha Christie-pjäsen lika gärna ha tippat sina lik i Themsen. Men Egypten erbjuder scenmålaren en bättre chans (snyggt iscensatt av Danae Gaylen) med hjälp av afrikansk slagverksmusik utanför scenen. Stycket har den rätta spänningen av sitt hårt arbetade slag. En svaghet ligger i dess blandning av den vanliga mysteriemekanismen med ovanliga mänskliga känslor. Vi har kommit att ta lätt på våra mord på den här sortens teater. Följaktligen är ett allvarligt slut, där den skyldige ädelt avböjer ett uppenbart självmord i prästerlig brådska, desto bättre att finna frälsning via schavotten, en alltför betydelsefull final för en så lätt bit av skådespel. Den tidigare och välbekanta ansatsen av ledtråd och motledtråd accepterar man nöjt: allt detta är träffande nog – men måste det finnas himmel också? Vi går därifrån med en känsla av konflikt. Har inte "Vem-var-den-skyldige?" eller den egyptiska slaktarfågeln blivit uppslukad i sista minuten av en 'Allegori vid Nilens stränder'?"
Pjäsen recenserades i Daily Mirror den 21 mars 1946 av Bernard Buckham som skrev: "En Agatha Christie-pjäs, men en dålig sådan. Olika våldsdåd på en nöjesångare och det blir en fråga om "vem mördade bruden?" Vid den här tiden på dygnet måste ett sådant upplägg ha karaktärsintresse, uppfinningsrikedom i handlingen och spänning. Det här stycket faller ner på dem alla. De flesta av skådespelarinsatserna faller på Vivienne Bennetts lott och hon utför dem mycket skickligt."